# ضريح أبو مسلم (أبوحماد)
ضريح أبو مسلم ، هو أحد الأضرحة التي أنشئت في عصر الدولة الايوبية في مصر ، بعدما توفى الشيخ سليم أبو مسلم أمر الملك الصالح ببناء قبة فوق قبره عرفانا وتقديرا لما قدمه لنصرة الإسلام، يقع  بقرية كفر أبو مسلم بـ محافظة الشرقية .

## وصفه
يتكون الضريح من مربع يبلغ طول ضلعه 6 أمتار من الداخل في كل ركن من أركانه مقر بداخله ست عقود متدرجة، ويبدأ كل عقد عند القاعدة من قمة ثلاث مقرنصات صغيرة هرمية الشكل والمقرنصات تشبه مقرنصات العصر الأيوبى مما يرجح أن الضريح القائم يرجع إلى عصر الملك الصالح نجم الدين. وتعتبر مقرنصات ضريح أبو مسلم فريدة في نوعها من حيث ترتيبها ولكن للأسف فقد شوهت بالألوان الزيتية التي طلى بها الضريح بقصد التكريم بطبيعة الحال. ويعلو المربع رقبة مثمنة بها ست عشرة نافذة ثمانية منها مفتوحة، والأخرى مغلقة.

## روابط خارجية
- آثار القاهرة الإسلامية نسخة محفوظة 31 مايو 2014 على موقع واي باك مشين.